# امیلی مورس
امیلی هوپ مورس (زاده ۲ ژوئن ۱۹۷۰) یک درمانگر جنسی، نویسنده و شخصیت رسانه‌ای آمریکایی است. او مجری پادکست طولانی‌مدت سکس با امیلی است و همچنین به‌خاطر حضور تکرارشونده‌اش در تلویزیون واقعیت در سریال Miss Advised (۲۰۱۲) براوو شناخته می‌شود.
در سال ۲۰۲۱، نیویورک تایمز مقاله‌ای را منتشر کرد و این سؤال را ارسال کرد: «آیا امیلی مورس دکتر روث نسل جدید است؟»